# Schwedische Kirche (Lübeck)

Schwedische Staatskirche vor 1910

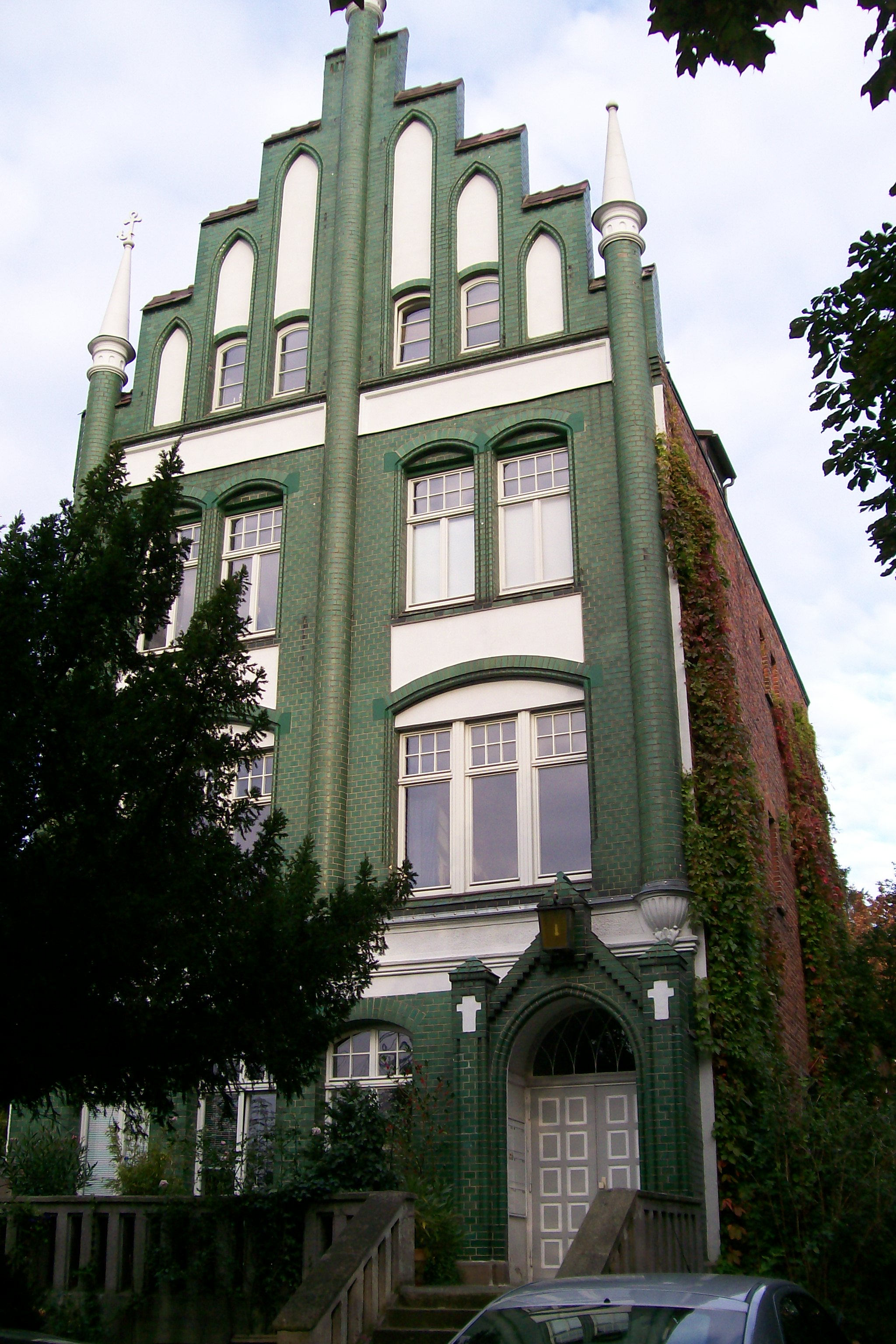
Das Gebäude 2007

Die Schwedische Kirche (schwedisch: Svenska Kyrkan) ist ein ehemaliges Kirchengebäude der einstigen Schwedischen Staatskirche aus dem frühen 20. Jahrhundert im Stadtteil St. Gertrud der Hansestadt Lübeck. Sie wurde profaniert und zum Wohngebäude umgebaut.

## Geschichte
Seit 1883 betreute die Schwedische Seemannsmission in der Hafenstadt Lübeck schwedische Seeleute. Sie kümmerte sich dabei um soziale und seelsorgerliche Anliegen der Seeleute, die sich in Lübeck aufhielten. Ihren Sitz hatte die schwedische Seemannsmission in der Gertrudenstraße 3. Bald wuchs der Wunsch nach einer eigenen Kirche. Das Projekt wurde um die Jahrhundertwende in Angriff genommen. In unmittelbarer Nähe zum Burgtorhafen der Trave wurde auf dem Grundstück Hafenstraße 24 neben der Getreidemühle der Firma H. & J. Brüggen ein dreistöckiges Kirchengebäude mit Treppengiebel errichtet. Die Kirche wurde 1904 fertiggestellt. Sie hatte einen kleinen Vorgarten, der eingezäunt war.
Das Gebäude, dessen Front mit der Jugendstil-Aufschrift Svenska Kyrkan oberhalb des zweiten Obergeschosses versehen wurde, hat keinen Glockenturm. Der Treppengiebel wurde auf den unteren Stufen rechts und links mit je einem Türmchen versehen, die jeweils einen stilisierten Anker trugen. Von ihnen ist nur der linke erhalten. Auf der höchsten Stufe des Giebels befindet sich noch das Kreuz mit Strahlenkranz. Die Straßenseite des Backsteingebäudes mit Stilelementen der Gotik und Renaissance ist mit grün glasierten Ziegeln versehen. 
1968 gab die Schwedische Seemannsmission ihre Arbeit in Lübeck auf, nachdem die Zahl der schwedischen Seeleute und die Dauer ihres Aufenthalts in Lübeck gesunken war. Die Betreuung der Schweden wurde der Deutschen Seemannsmission übertragen, die ihren Sitz in Lübeck in der Straße An der Untertrave hatte und dort das Seemannsheim Sweder-Hoyer-Haus betrieb.
Die Veränderungen in der Seefahrt und die abnehmende Zahl der Gemeindemitglieder führte 1968 zur Auflösung der Kirche. Am 28. Januar 1968 fand der letzte Gottesdienst in der Schwedischen Kirche statt. 
Das Diakonische Werk mietete 1985 das Gebäude und baute es zu einer Unterkunft für Asylbewerber um. Inzwischen dient es nach Sanierung und weiterem Umbau als Wohngebäude und ist nicht öffentlich zugänglich. Die Aufschrift Svenska Kyrkan wurde beseitigt. Der frühere Zaun wurde durch eine Backsteinmauer mit Metallpforte ersetzt.
Bei Schiffsrundfahrten durch den Lübecker Hafen wird regelmäßig auf die von industriell genutzten Gebäuden aus rotem Backstein umgebene einstige Kirche hingewiesen, die sich wegen ihrer auffällig grünen Front von der Umgebung deutlich abhebt.